# Системи супутникового зв'язку
Системи супутникового зв'язку - це системи розроблені для задоволення потреб  зв'язку і супутникового доступу в Інтернет в будь-якій точці земної кулі. 

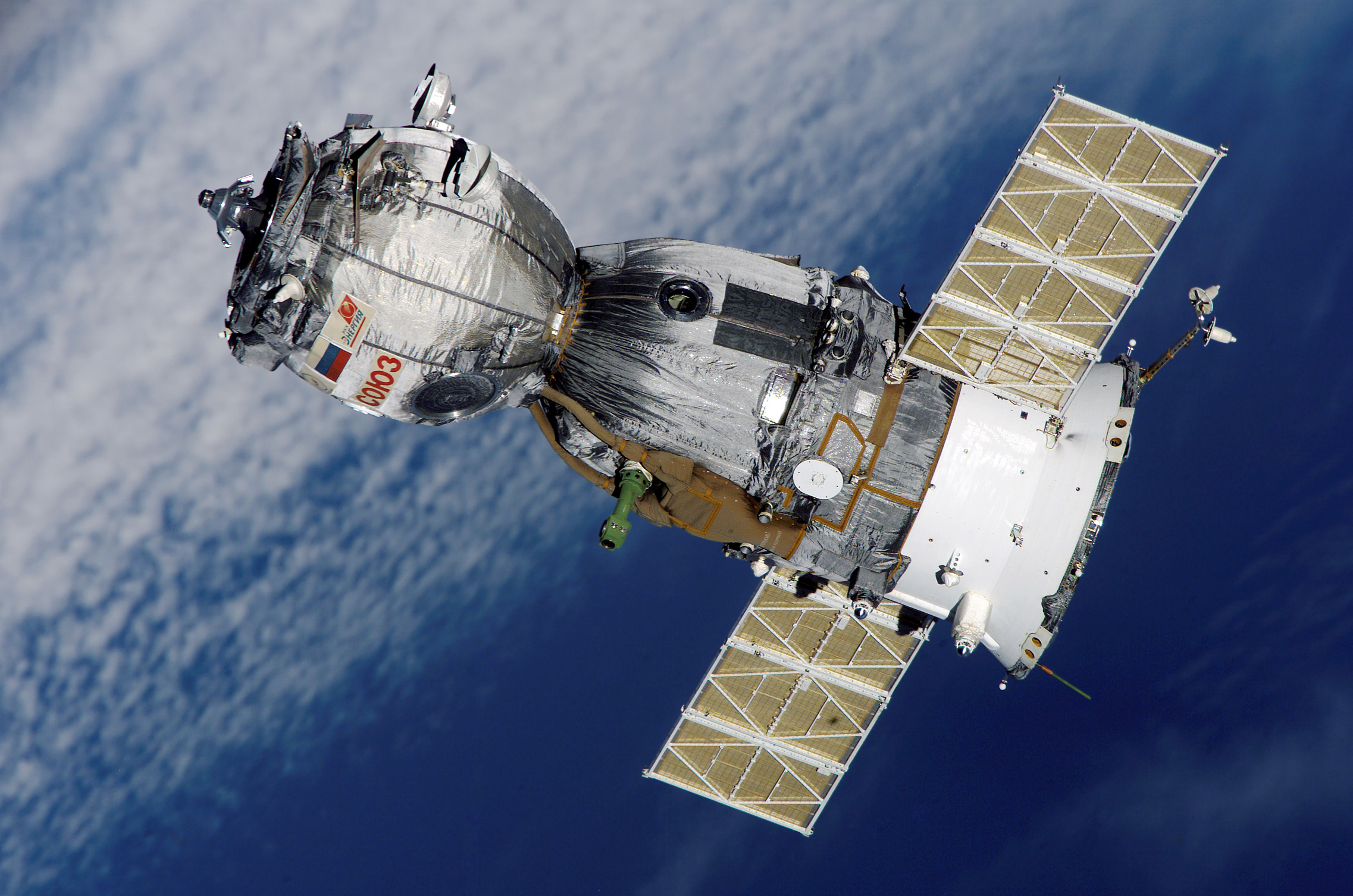
Супутник на орбіті Землі

## Структура супутникових систем персонального зв’язку
Однієї з важливих характеристик супутникових систем персонального зв'язку, що впливають на якість з'єднання і приступність системи, є мінімальний кут узвишшя штучних супутників Землі (далі - ШСЗ) над поверхнею Землі. При великому куті узвишшя сигнали від супутника до Землі повинні пройти через менший шар земної атмосфери, що впливає на загасання сигналу, а всілякі перешкоди на Землі (гори, рослинність, будівлі) будуть робити менший вплив.
Вимоги до мінімального кута узвишшя визначають число супутників у системі. Для полярних орбіт число супутників вибирається виходячи з необхідності покриття екваторіальних районів, тому що перетинання орбіт на полюсах приводить до істотного переповнення ємності системи в цих місцях.
Так, наприклад, у ССПЗ Iridium мінімальний кут узвишшя в екватора дорівнює 8°, а в системі Globalstar в екваторіальних районах мінімальний кут узвишшя складає 15-20°, що сприяє більш якісному обслуговуванню користувачів.ШСЗ Iridium, Globalstar являє собою ретранслятор з перетворенням частот, що здійснює прийом сигналів до межах зони обслуговування, їхнє перетворення і передачу на земну станцію. Всі операції по обробці викликів, їхньої комутації, перетворенню сигналів і поділу каналів виробляються на Землі, де реалізація даних функцій обходиться дешевше, апаратура доступна для технічного обслуговування і може бути згодом модернізована. Відсутність обробки сигналу на борті КА, а також відсутність у системі Globalstar ліній міжсупутникового зв'язку (на відміну від ССПЗ Iridium) роблять КА простіше і надійніше.
На супутниках Globalstar передбачена тривісна система стабілізації. Вага ШСЗ - близько 450 кг. Сонячні батареї мають потужність 1100 Вт. Потужність передавальної системи ШСЗ приблизно дорівнює одному кіловату. За рахунок оперативного регулювання споживаної потужності бортового ретранслятора в кожнім каналі відповідно до умов прийому мінімізуються енергетичні ресурси ШСЗ. 
За допомогою низькоорбітальних супутників Глобалстар забезпечує зв'язком абонентів, що виїжджають за межі дії стільникових систем і як і раніше бажаючих користатися звичними послугами. Нижче (рис.1) показана зона обслуговування супутникової мережі Глобалстар.

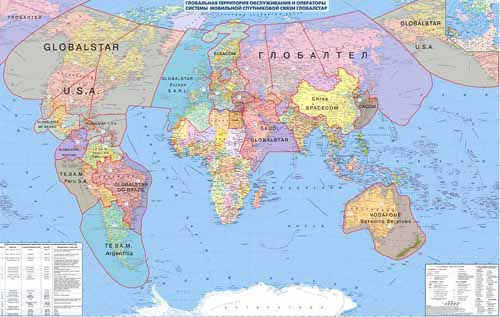
Зона обслуговування супутникової мережі Глобалстар

Система Глобалстар структурно складається з трьох основних сегментів: космічного, наземного і користувальницького.
Космічний сегмент являє собою угруповання з 48 основних і 4 запасних супутників, вагою близько 450 кг, що знаходяться на кругових орбітах на висоті 1414 км. Супутники першого покоління, що експлуатуються на сучасному етапі, розраховані на роботу протягом 7,5 років і більш. Супутники містять бортові ретранслятори без обробки сигналів на борті, що забезпечує їхні малі габарити і вагу, високу надійність, тривалий термін функціонування і більш низьку вартість у порівнянні із супутниками інших систем.
Для зв'язку з земними станціями (фідерні лінії зв'язку) на супутниках установлюються по дві рупорні антени (для прийому і передачі), що працюють у С-діапазоні частот (5091-5250 МГЦ для лінії "нагору" Земля-ШСЗ і 6875-7055 МГЦ для лінії "униз" ШСЗ-Земля). Цей діапазон за рахунок застосування правої і лівої кругової поляризації буде використовуватися двічі. 
Для ліній зв'язку ШСЗ із мобільними користувачами передбачена експлуатація частот L-діапазону (1610-1626,5 МГЦ) для лінії "нагору" абонент-ШСЗ і S-діапазону (2483,5-2500 МГЦ) для лінії "униз" ІСЗ-абонент. Антени L- і S-діапазонів являють собою активні фазовані антенні решітки (ФАР) з 16 променями. Кожен промінь (пелюсток) має свою зону обслуговування на поверхні Землі площею приблизно 2,9 млн. км.кв. Сукупність променів утворить зону обслуговування ШСЗ, близьку за формою до кола діаметром 7600 км. Приймальна антена (L-діапазон) складається з 61 елемента. Передавальна ФАР (S-діапазон) збуджується 91 друкованим підсилювальним елементом потужністю 4 Вт кожний. Загальна потужність ШСЗ у S-діапазоні досягає 400 Вт і може плавно перерозподілятися між променями.
Для ущільнення телефонних каналів у системі Globalstar використовується комбінація методів багатостанційного доступу з частотним і кодовим поділом каналів (МДЧР і МДКР). Загальна смуга частот шириною 16,5 МГЦ, відведена для зв'язку в L- і S-діапазонах, розділена на 13 піддіапазонів шириною 1,25 МГЦ, у кожнім з яких виконується кодове ущільнення сигналів від декількох (близько 50) абонентів. Для цього сигнал абонента перетвориться в широкосмуговий сигнал (1,25 МГЦ).
Широкосмугові сигнали на відміну від вузькосмугових дозволяють істотно знизити вимоги до розв'язки між сусідніми променями багатопроменевої антени. Такі сигнали забезпечують м'яке перевантаження, тобто перевищення номінального завантаження не приводить до відмовлення, а лише трохи знижує на короткий час якість передачі кожного сигналу, що звичайно вважається припустимим. Застосування МДКР дозволяє добірно вирішити проблему переключення абонента із супутника, що заходить, на висхідний. Як тільки відбувається зниження рівня пілота-сигналу під час роботи абонента в якому-небудь промені, термінал по команді станції сполучення автоматично переключається на двоканальний режим роботи, у якому забезпечується одночасний прийом і когерентне додавання сигналів від двох різних променів чи від різних супутників. Через якийсь час надходить команда на відключення першого променя, і обмін інформацією виробляється тільки через другий промінь. Якийсь час сигнал від абонента приймається і передається одночасно з двох супутників, а земні станції обробляють сумарний сигнал, що робить процес переключення супутників непомітним для користувача. Така технологія - можливість когерентного додавання сигналів від декількох супутників у приймальному пристрої користувача - дозволяє також зменшити вплив затінення від перешкод на поверхні Землі. До недоліків МДКР варто віднести той факт, що використання широкосмугових сигналів ускладнює устаткування користувальницьких терміналів і збільшує час входження в зону зв'язку.
За рахунок МДКР, обліку мовної активності і застосування багатопроменевої антени забезпечується повторне використання частот, у результаті чого кожен ШСЗ здатний до одночасної ретрансляції біля двох тисяч телефонних каналів. При цьому на 1 мільйон км поверхні Землі ШСЗ Globalstar одночасно забезпечує усього кілька десятків каналів зв'язку, що ще раз підтверджує той факт, що супутникові системи персонального зв'язку на відміну від наземних стільникових систем не орієнтовані на використання в густонаселених районах.

## Наземний сегмент супутникових систем персонального зв’язку
Наземний сегмент ССПЗ Globalstar включає земні станції сполучення, а також центри керування і контролю орбітальним угрупованням (Satellite Operations Control Center) і наземними засобами (Ground Operations Control Center). Центр керування і контролю орбітального угруповання на основі телеметричної інформації контролює поточний стан ШСЗ і параметри їхніх орбіт, при необхідності видає відповідні команди. Центр керування і контролю наземних засобів відповідає за планування і розподіл ресурсів системи, контроль за її функціонуванням. Ці центри розташовані на території США і зв'язані між собою і з іншими земними станціями системи за допомогою спеціальної мережі передачі даних GDN (Globalstar Data Network).
Оскільки система Globalstar у більшому ступені орієнтована на інтеграцію з існуючими наземними телекомунікаційними інфраструктурами, станції сполучення є в ній основними комунікаційними елементами. Фактично земні станції сполучення є шлюзами, на які покладені функції забезпечення інтерфейсу з існуючими і майбутніми телекомунікаційними системами, зокрема з наземними телефонними мережами загального користування і стільникових систем зв'язку в зоні обслуговування кожного ШСЗ. Усі виклики (місцеві і міжнародні) повинні оброблятися і комутуватися на станції сполучення. У цьому складається так називаний регіональний принцип побудови зв'язку - обов'язковий вихід кожного абонента на найближчу станцію сполучення і далі - на існуючу фіксовану чи мережу на зв'язок з іншим абонентом . Таким чином, в організації будь-якого з'єднання беруть участь земні станції. Оскільки основну частину трафику в кожнім регіоні звичайно складають місцеві виклики (більш 80%), таке рішення виглядає дуже раціональним, полегшує зв'язок з абонентами мереж загального користування, укорочуючи трасу для основної маси з'єднань, а також дозволяє зробити систему частиною національної мережі кожної країни, що залучає операторів зв'язку, дозволяючи їм одержувати додаткові доходи. 
З іншого боку, тому що в системі задіяне велике число земних станцій сполучення, з'єднання стають залежними від стану наземних мереж. Для глобального покриття земної поверхні (у межах 700 північної широти - 700 південної широти) з урахуванням національних границь і мінімізації наземного трафику, по оцінках розроблювачів Globalstar, потрібно 150-210 станцій сполучення, у тому числі 9 - на території Росії. Типова станція сполучення містить 4 ідентичні параболічні антени, що стежать, з діаметром рефлектора 5,5 м з лівою і правою круговою поляризацією і коштує близько 5,5 млн. дол. На стику земної станції з наземними мережами загального користування використовується стандартний інтерфейс Т-1/Е-1 і системи сигналізації R1, R2 і №7.

## Персональний користувальницький сегмент супутникових систем персонального зв’язку
Сегмент користувача системи Globalstar може включати один із трьох основних типів терміналів: портативні (аналогічні стільниковим), мобільні (встановлювані в автомобілях чи інших транспортних засобах) і стаціонарні (телефонні апарати, таксофони). Послідовний порт введення/виведення даних дозволить підключати до терміналів користувача комп'ютер, факсимільний апарат чи інші зовнішні пристрої і забезпечувати передачу даних чи факсимільних повідомлень. Передбачається адаптивне керування потужністю передавача термінала.
Портативні і мобільні апарати обладнані ненаправленими антенами і можуть функціонувати також у наземній стільниковій мережі стандарту GSM, AMPS чи IS-95. Фірмою QUALCOMM випускаються портативні і мобільні термінали трьох типів: трьохрежимних (Globalstar/AMPS/IS-95), дворежимних (Globalstar/GSM) і однорежимних (Globalstar). Термінали Globalstar, що працюють більш ніж в одному режимі, повинні спочатку перевірити можливість роботи в наземній мережі персонального радіозв'язку і, якщо це неможливо, спробувати установити з'єднання через супутник. При переході таких терміналів від режиму роботи в стільниковій мережі зв'язку в режим роботи в системі Globalstar автоматичне переключення не передбачається. Якщо абонент залишив зону дії стільникової мережі, зв'язок буде перерваний і для її відновлення необхідно буде знову запросити з'єднання, але вже в ССПЗ Globalstar.
Вага портативного термінала - близько 350 м, розміри 190 х 60 х 30 мм, а його потужність не перевищує 0,6 Вт. Заряду акумулятора при роботі в режимі системи Globalstar буде вистачати на 8 годин чергового прийому і на 1 годину розмови. У режимі наземної стільникової системи зв'язку тривалість його роботи збільшиться до 12 годин чергового прийому і 2 годин розмови (чи навіть більше); у даному режимі термінали Globalstar повинні в середньому споживати енергії менше, ніж аналогові стільникові телефони, і, відповідно, тривалість роботи їхніх акумуляторів повинна бути більше. 
Мобільні термінали відрізняються від портативних додатковим підсилювачем потужності і зовнішньою антеною. Потужність мобільного термінала не перевищує 3 Вт.
Стаціонарні апарати Globalstar нададуть послуги зв'язку у віддалених районах, де немає ні стільникових систем, ні наземних комунікацій. Такі термінали призначені для роботи тільки в ССПЗ Globalstar. Вони обладнані підсилювачем і зовнішньою антеною з посиленням +7дб і мають еквівалентну ізотропно-випромінюваючу потужність 3,2 Вт.
Компанія Globalstar має пропонує послуги зв'язку по більш низьких тарифах, чим ті, що використовуються в даний час у системі Iridium. Передбачається диференціювання цін у залежності від географічного району і рівня сервісних послуг: 0,35; 0,53; 1; 3 дол. за 1 хв розмови. У середньому вартість однохвилинного з'єднання повинна знаходитися в межах 0,4-0,7 дол. США плюс плата за послуги місцевих (наземних) ліній зв'язку. Очікувана ціна портативного термінального пристрою виробництва фірми QUALCOMM також набагато менше, ніж супутникового телефону системи Iridium, і складає близько 600 дол.. Компанія Globalstar L.P. вважає, що прийнята нею структура ціноутворення буде сприяти більш швидкому поширенню послуг і дозволить їй створити широке коло постійних клієнтів. Так, у 2002 році число абонентів ССПС Globalstar перевищувало 3 млн., а до 2012 року, на думку розроблювачів проекту, система зможе обслужити до 14 млн. користувачів.
Є підстави припускати, що після розширення системи Globalstar і усунення монопольного положення на ринку послуг супутникового персонального зв'язку ССПЗ Iridium ціни на послуги й устаткування останньої будуть у значній мірі знижені. 
Передбачається використання системи Globalstar і на ринку СНД, тому що він стає усе більш відкритим для закордонних постачальників послуг. Крім того, у Росії (на Україні) вимоги користувачів до рівня послуг останнім часом зросли, і з'явилися споживачі, здатні оплачувати послуги ССПЗ. Планований ринок Globalstar у Росії складає приблизно 7,5 % від світового. Проект російського сегмента ССПЗ Globalstar розроблений інститутом "Гипросвязь" за замовленням "АТ Ростелеком". Відповідно до даного проекту в даний час на території Росії вже побудовано 3 станції сполучення (у Москві, Новосибірську і Хабаровську), а на перспективу передбачається спорудити 9 станцій сполучення, здатних обслуговувати 260 тис. користувачів. Національним оператором і ексклюзивним постачальником послуг системи Globalstar у Росії є ЗАТ "Глобалтел", що засновано компанією Globalstar Ltd. і "АТ Ростелеком" у 1996 році.
В даний час консорціум Globalstar має угоди з провайдерами послуг більш ніж у 100 країнах. Комерційну діяльність по наданню послуг зв'язку почато з 1999 року. Перші 8 космічних апаратів були виведені на орбіту Землі ще на початку 1998 року з використанням ракет-носіїв (РН) Delta ІІ, але 9 вересня 1998 року спроба запуску 12 космічних апаратів Globalstar за допомогою РН "Зеніт" зазнала невдачі . У зв'язку з цим початок комерційної експлуатації ССПС Globalstar було перенесено на ІІІ квартал 1999 року. Наприкінці 1998-початку 1999 року проведено 3 запуски супутників Globalstar з використанням РН "Союз" (по 4 ИСЗ у кожнім запуску), а до 2000 року - створено орбітальне угруповання з 32 ІСЗ, що достатню для початку функціонування ССПЗ.